# والتر چارلتون

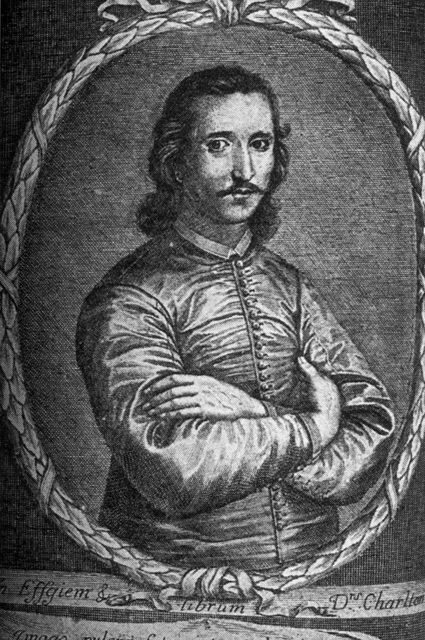
والتر چارلتون

والتر چارلتون (انگلیسی: Walter Charleton; ۲ فوریهٔ ۱۶۱۹ – ۲۴ آوریل ۱۷۰۷) نویسنده، پرنده‌شناس، فیلسوف طبیعی، و پزشک اهل انگلستان بود. جان پارکین والتر چارلتون را «مهمترین پیام‌آور لذت‌گرایی به انگلستان» می‌داند.

## زندگی‌نامه
چارلتون در دوم فوریه ۱۶۱۹ متولد شد. پدرش کشیشی در شپتون مالت بود. والتر در ۱۶ سالگی توانست وارد دانشگاه آکسفورد شود. در ۱۶۴۱ در حالیکه تنها ۲۲ سالگی داشت مدرک پزشکی دریافت کرد و در همان سال به عنوان پزشک شخصی چارلز یکم انگلستان منصوب شد. با اعدام چارلز یکم در جنگ‌های داخلی انگلستان چارلتون به فرانسه گریخت تا به عنوان پزشک مخصوص به شاه تبعیدی چارلز دوم خدمت کند. پس از بازگردانی پادشاهی انگلستان چارلتون به خدمت به عنوان پزشک سلطنتی ادامه داد و اولین کسی بود که در ۱۶۶۳ به عنوان همکار انجمن سلطنتی منصوب شد. تا بازنشستگی در سمت‌های مهم ماند و در آخر عمر به نانت‌ویچ کوچ کرد و در ۲۴ آوریل ۱۷۰۷ درگذشت.
از او آثار بسیاری در زمینهٔ الهیات، تاریخ طبیعی، و دست‌ساخته‌ها باقی مانده‌است. در سال ۱۶۶۳ در واکنش به گزارش اینیگو جونز در مورد رومی بودن استون‌هنج اثری با عنوان Chorea Gigantum نوشت. او در این اثر ادعا می‌کند که استون‌هنج را دانمارکی‌ها ساخته‌اند. جان درایدن شعری در تحسین این اثر نوشت که در نسخه‌های بعدی ضمیمه آن شد.